# Merck (niemieckie przedsiębiorstwo)

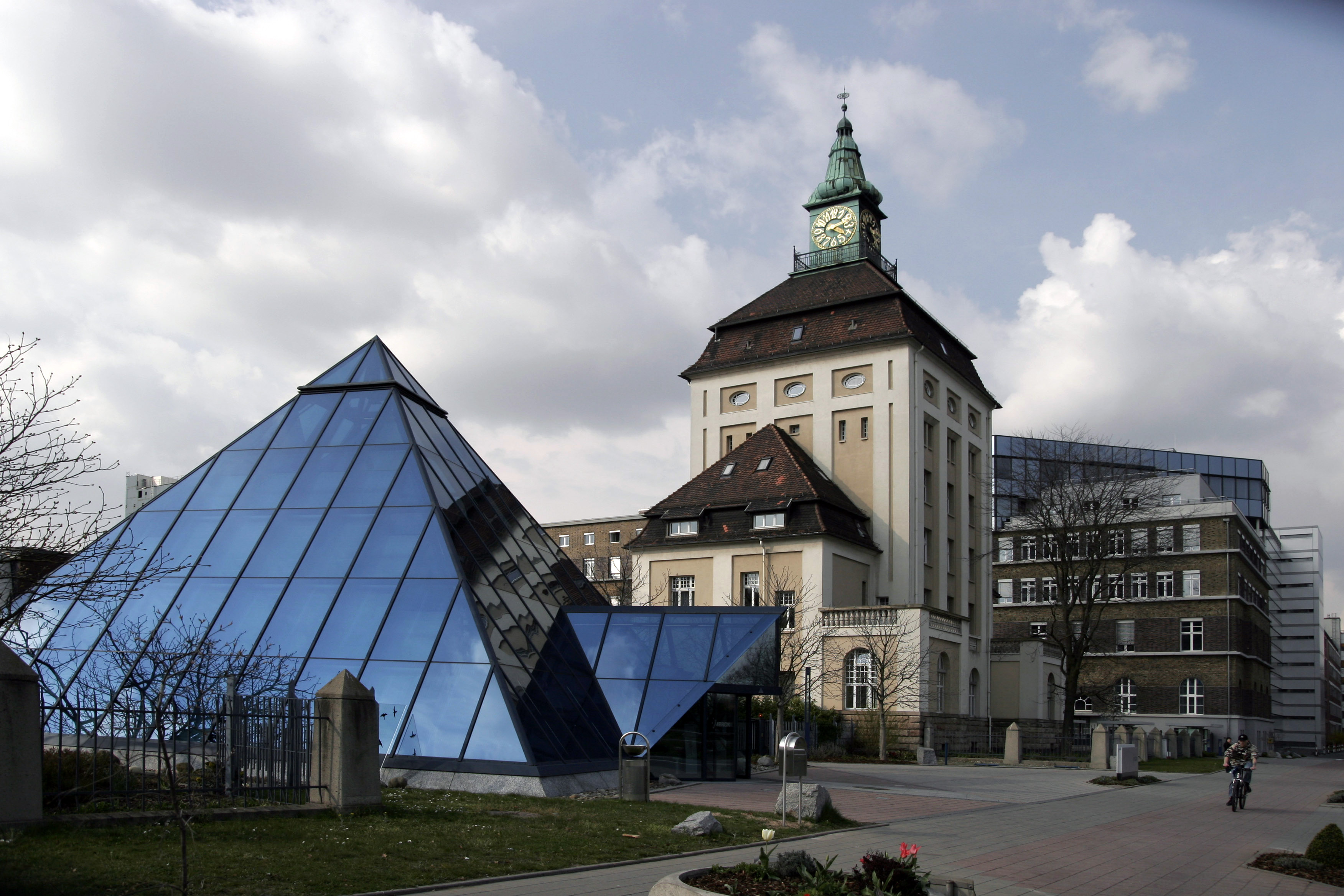
Siedziba Merck KGaA w Darmstadt

Merck KGaA – założone w Niemczech przedsiębiorstwo farmaceutyczne i chemiczne z główną siedzibą w Darmstadt, uważane za najstarsze działające przedsiębiorstwo z tej branży.

## Historia

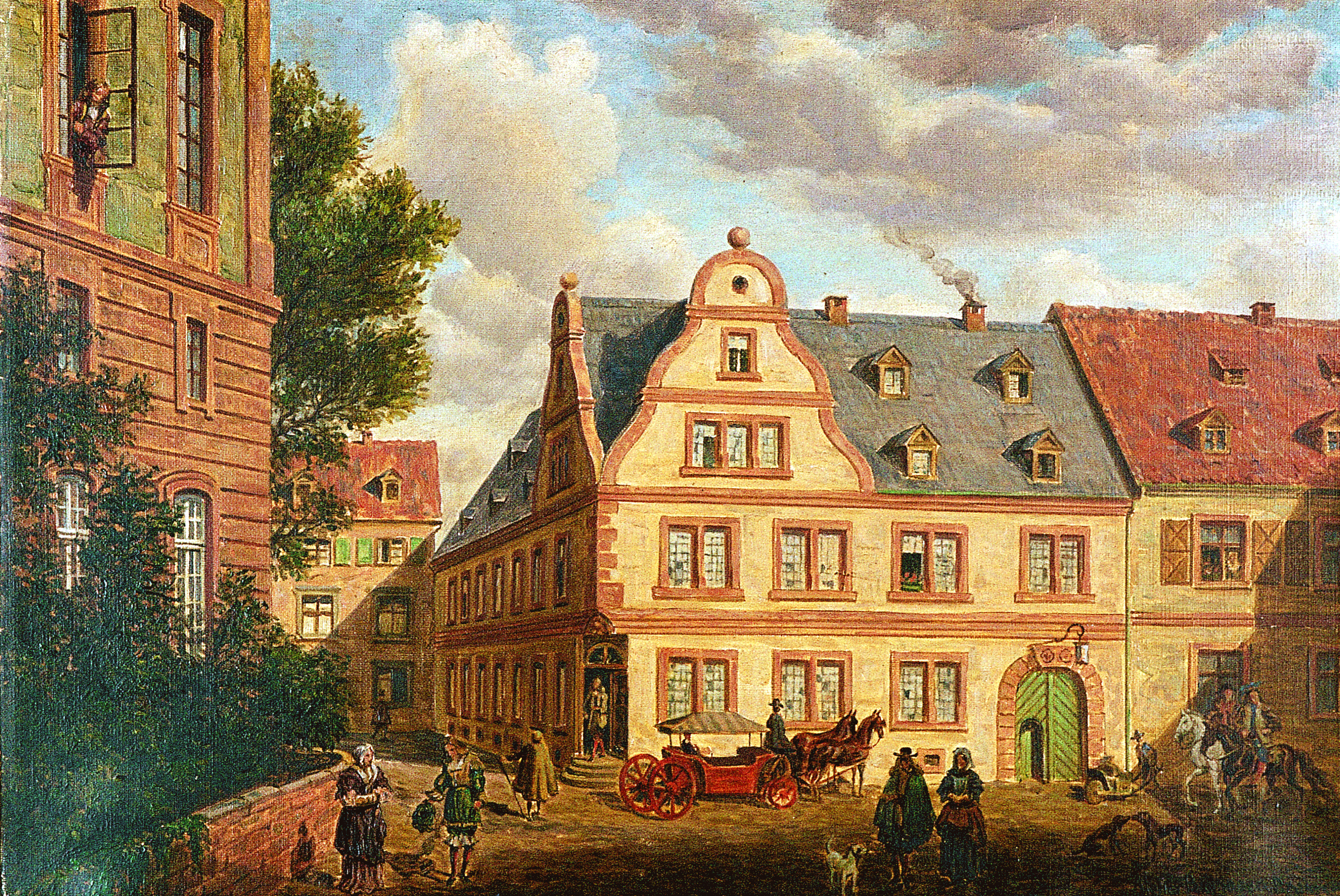
Apteka Anioł w II połowie XVII wieku

Zaczątkiem przedsiębiorstwa, należącego wówczas do rodziny Merck, była apteka Anioł (Engel-Apotheke) w Darmstadt, zakupiona przez pochodzącego ze Schweinfurtu aptekarza Friedricha Jacoba Mercka w 1668 r.
W 1816 roku aptekę przejął Heinrich Emanuel Merck, aptekarz, który wykształcenie uzyskał na studiach farmaceutycznych w Berlinie i Wiedniu. W swoim laboratorium udało mu się wyprodukować i wyizolować alkaloidy o wysokiej czystości, które w roku 1827 Merck zaprezentował i zaoferował swoim kolegom aptekarzom oraz chemikom i lekarzom. Ze względu na duże zapotrzebowanie rozpoczęto ich produkcję na skalę przemysłową.
Heinrich Emanuel Merck zmarł w 1855 roku, a przedsiębiorstwo przejęli jego trzej synowie (Carl, Georg i Wilhelm) i nadal je rozbudowywali. W 1860 roku produkowano ponad 800 różnych, podstawowych substancji leczniczych i chemikaliów; na początku XX wieku liczba ta wzrosła do 10 000. W tym czasie Merck posiadał już wiele zagranicznych filii, z których największe znajdowały się w Nowym Jorku (założona przez Georga Mercka w 1887 r., a w 1891 r. przekształcona w spółkę zależną Merck & Co.), Londynie i Moskwie. W trakcie tej ekspansji fabryka w Darmstadt została w latach 1903 i 1904 przeniesiona z centrum miasta na swoje obecne miejsce.
W następstwie I wojny światowej Merck KGaA utraciła niektóre ze swoich zagranicznych spółek zależnych znajdujących się na terenie państw, z którymi Niemcy prowadziły wojnę. Ze skonfiskowanej amerykańskiej spółki córki w 1917 r. powstało niezależne przedsiębiorstwo amerykańskie Merck & Co. Od tamtego czasu obydwa przedsiębiorstwa nie mają ze sobą żadnych powiązań – wspólna pozostaje jedynie nazwa Merck. W wyniku rozłączenia się obu spółek niemiecka Merck KGaA firmuje swoje produkty w Ameryce Północnej znakiem firmowym EMD, będącym skrótem od inicjałów Emanuel Merck, Darmstadt, natomiast na wszystkich innych rynkach na świecie Merck KGaA posiada prawa do nazwy Merck. Amerykańskie przedsiębiorstwo Merck & Co. działa poza Ameryką Północną pod nazwą MSD (Merck Sharp & Dohme).
Podczas II wojny światowej ośrodek produkcyjny w Darmstadt został silnie zniszczony w wyniku celowego ataku powietrznego. Po zakończeniu wojny zakład produkcyjny szybko odbudowano.
Aktualnie przedsiębiorstwo zatrudnia ponad 50 000 pracowników, w zakładach zlokalizowanych w 66 państwach. Merck KGaA jest przedsiębiorstwem farmaceutyczno-chemicznym o międzynarodowym zasięgu, którego obroty wyniosły w 2006 roku 6,26 miliarda euro. Rodzina Merck ma w nim 70 procent udziałów, a pozostałe 30 procent znajduje się w obrocie publicznym.

### Polska
W Polsce przedsiębiorstwo działa przez spółkę-córkę Merck sp. z o.o..

## Produkty
Początkowo Merck koncentrował się na badaniu i produkcji alkaloidów. W 1827 r. jako pierwszy zaczął wytwarzać na skalę komercyjną morfinę z opium. Pod koniec XIX wieku zaangażował się w badaniach nad kokainą jako środkiem znieczulającym. W 1884 r. współpracował w tym zakresie z Sigmundem Freudem.
W 1912 r. Merck uzyskał i opatentował 3,4-metylenodioksymetamfetaminę (substancję psychoaktywną, zawartą w tabletkach ecstasy), jednak nie poddano jej wówczas testom farmakologicznym.
Dużą wagę przywiązywano wówczas do preparatów witaminowych – wytwarzano, między innymi, witaminę C (pod nazwą handlową Cebion) i witaminę D (Vigantol).
W 1961 r. Merck KGaA zaczął produkować oksymetazolinę, pod nazwą handlową Nasivin. W reklamach tego środka przedsiębiorstwo wykorzystywało fakt, że krople do nosa Nasivin zostały zabrane na Księżyc przez uczestników misji Apollo 11 w 1969 roku.
W roku 1998 przejął spółkę CN Biosciences, specjalizującą się w biotechnologii i inżynierii genetycznej, w 2006 szwajcarską spółkę Serono (z tej samej branży), a w listopadzie 2015 roku amerykańskie przedsiębiorstwo chemiczne i biotechnologiczne Sigma-Aldrich.
Część chemiczna koncernu wytwarza, między innymi, odczynniki i surowce chemiczne, ciekłe kryształy (badania nad nimi rozpoczęto w 1904 roku), pigmenty o efektach specjalnych (zastosowane w pierwszych szkłach hełmów kosmicznych do zabezpieczenia przed promieniowaniem słonecznym), testy do badań wody, gleby oraz żywności. W 2003 roku zespół naukowców Merck KGaA zdobył Deutscher Zukunftspreis (Niemiecką Nagrodę Przyszłości), wraz z nagrodą pieniężną wynoszącą 250 tys. euro za swoje badania nad ciekłymi kryształami. Merck KGaA prowadzi także badania w celu pozyskania nowych środków medycznych leczenia schorzeń sercowo-naczyniowych, cukrzycy oraz raka.